# Marienkirche (Oslo)

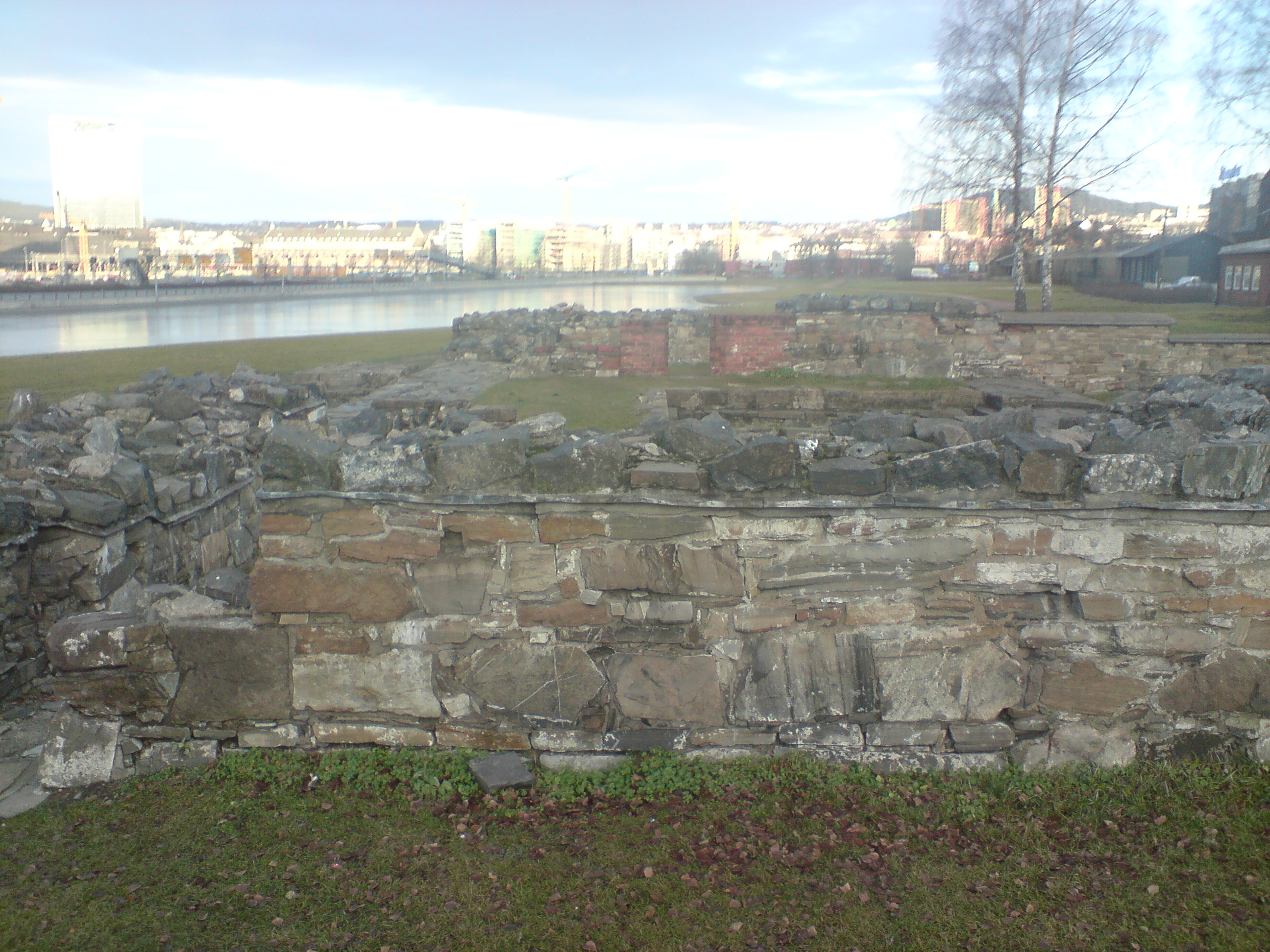
Ruine der Marienkirche, Fundamente der Türme

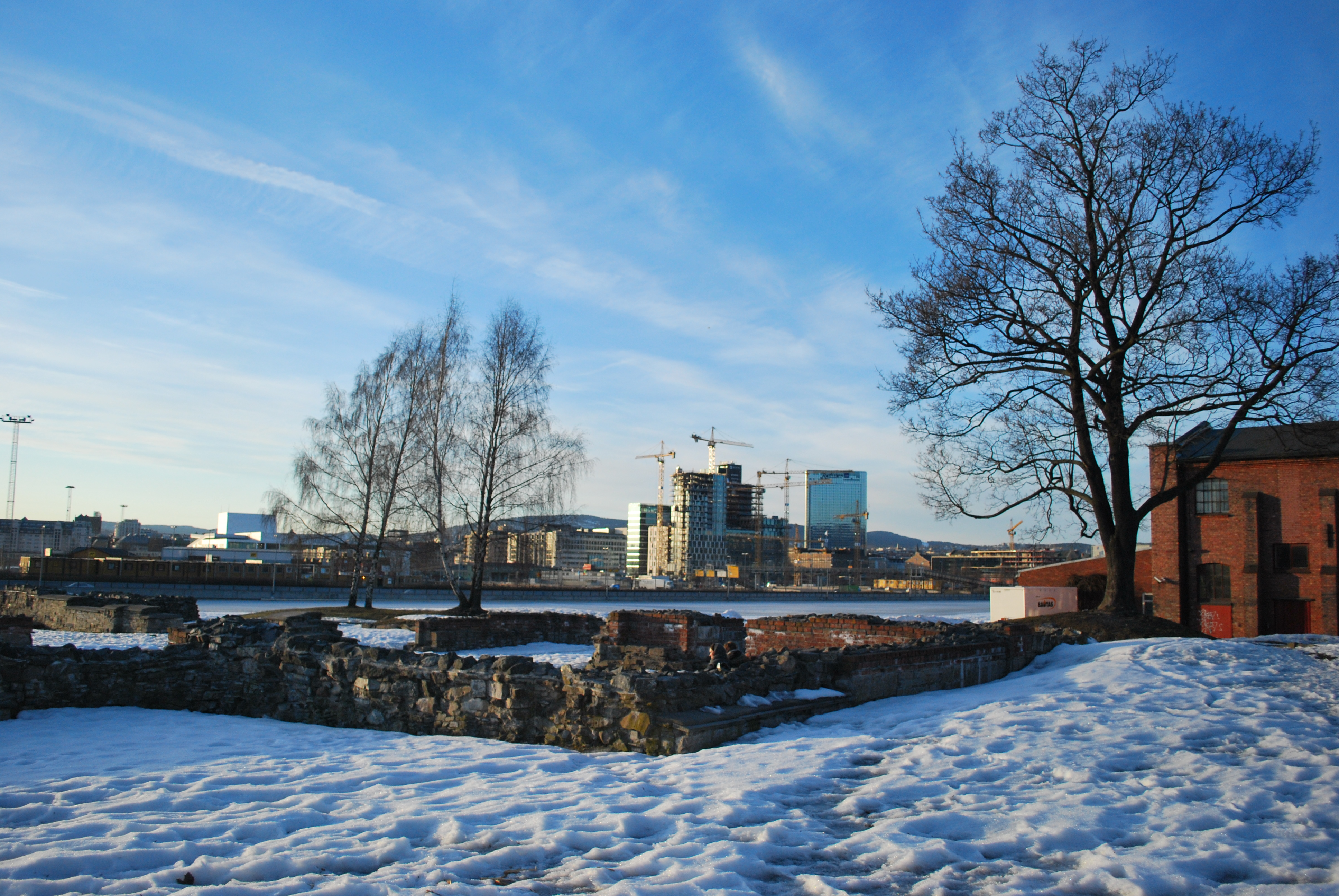
Östlicher Teil der Ruine

Die Marienkirche in Oslo ist die Ruine eines gotischen Kirchengebäudes.
Um das Jahr 1000 befand sich an dieser Stelle wahrscheinlich eine erste Missionskirche aus Holz. Später wurde sie durch eine romanische Kapelle aus Stein für den König und sein Gefolge ersetzt. Um 1300 ließ König Håkon V. stattdessen eine repräsentative gotische Kirche aus Backstein mit zwei Westtürmen errichten. Möglicherweise diente der Dom zu Roskilde als Vorbild. Die reich ausgestattete Kirche wurde 1523 bei einem schwedischen Angriff geplündert und in Brand gesetzt. Im 16. Jahrhundert war sie völlig verfallen.
Um 1868 wurde die Ruine der Marienkirche wiederentdeckt. Es fanden archäologische Ausgrabungen unter der Leitung von Nicolay Nicolaysen statt. In der Mitte des Chores wurden ein Doppel- und ein Einzelgrab gefunden. Zwei Schädel konnten mit großer Wahrscheinlichkeit König Håkon V. und seiner Frau Euphemia zugeordnet werden. Im älteren Einzelgrab wurde ein annähernd vollständiges Skelett eines etwa 60-jährigen Mannes gefunden, bei dem es sich wahrscheinlich um den Fürsten Wizlaw II. von Rügen handelt.
Die Ruine gehört heute zum Osloer „Middelalderparken“.